# Rho1 Arae
Rho1 Arae (ρ1 Ara, ρ1 Arae) é uma estrela na constelação de Ara. Recebeu esse nome na Uranographia de Johann Elert Bode, publicada em 1801. Rho1 Arae é uma das estrelas menos brilhantes com uma designação de Bayer, com uma magnitude aparente de apenas +6,275. Com base em medições de paralaxe, está a cerca de 640 anos-luz (200 parsecs) da Terra, com uma margem de erro de 50 anos-luz.
É uma binária espectroscópica, o que significa que a presença da estrela companheira é indicada por mudanças no espectro. Como o componente primário está girando rapidamente com uma velocidade de rotação projetada de 370 ± 10 km/s, é difícil obter elementos orbitais confiáveis. O período orbital foi estimado em 0,439 dias. O espectro do sistema corresponde a uma classificação estelar de B3 Vnpe, o que pode indicar que o componente primário é uma estrela de classe B da sequência principal. O sufixo 'e' indica a presença de linhas de emissão, o que significa que é uma estrela Be. Para Rho1 Arae, as linhas de emissão são proeminentes e variáveis.
Rho1 Arae tem uma velocidade peculiar de 27,4 ± 4,9 km/s em relação a suas estrelas vizinhas, tornando-a uma estrela fugitiva. Como é uma estrela binária, é improvável que tenha sido ejetada da associação Scorpius-Centaurus como resultado de uma supernova.